# Сорокин, Вадим Николаевич
Вадим Николаевич Сорокин (13 июня 1956, Павлово, Горьковская область, РСФСР, СССР) — российский предприниматель, инженер и изобретатель, управленец и организатор производства. 
Президент и генеральный директор «Группы ГАЗ».

## Биография
Родился 13 июня 1956 года в городе Павлово Нижегородской области .

### Образование
В 1975 году окончил Павловский автомеханический техникум .
В 1975 поступил и в 1983 году окончил Горьковский политехнический институт по специальности «Технология машиностроения, металлорежущие станки и инструменты», квалификация «инженер-механик». 
В 1995 году прошёл производственное обучение в США в компании Ingersoll-Rand.

### Трудовая деятельность
С 1978 года работал инженером-конструктором специализированного-конструкторского бюро предприятия «Мехинструмент», которое входило в состав одноименного научно-производственного объединения в городе Павлово Нижегородской области.
С 1986 руководитель СКБ «Мехинструмент».
С 1991 генеральный директор компании «Мехсборка».
С 1993 — заместитель генерального директора, генеральный директор российско-американского совместного предприятия «Инструм-Рэнд»/ЗАО «Инструм-Рэнд», созданного на базе «Мехинструмента». Впоследствии под его управлением преобразовано в ОАО «Ингерсолл Рэнд», российское отделение американской транснациональной машиностроительной корпорации Ingersoll-Rand.
С 1996 года генеральный директор ЗАО «Инструм-Рэнд» в городе Павлово Нижегородской области.
С 27 ноября 2002 года по 6 августа 2009 года генеральный директор ОАО «Мехсборка».
В 2008 году начал работу в «Группе ГАЗ» в должности первого заместителя председателя правления компании.
С 2009 года возглавил дивизион «Легкие коммерческие и легковые автомобили» «Группы ГАЗ», в котором руководил созданием новых моделей Горьковского автозавода.
С 2010 года отвечал за стратегию развития «Группы ГАЗ». Под его руководством завод вышел на новый уровень развития, при этом Вадим Сорокин способствовал распространению лучших практик на все предприятия «Группы ГАЗ». 
31 декабря 2013 года назначен президентом и генеральным директором одного из крупнейших российских автопроизводителей «Группы ГАЗ».
За этот период в «Группе ГАЗ» организован выпуск продуктов нового поколения, ставших бестселлерами на российском рынке, внедрены современные технологии производства, расширена география продаж в странах дальнего зарубежья. 
Под руководством Сорокина компания расширила географию продаж и создала новые экспортные модели для рынков Дальнего Зарубежья

### Изобретательская деятельность
Сорокин является изобретателем и автором 31 патента.

## Награды и премии
- Почётная грамота Президента Российской Федерации (2018)[8]

## Семья
Женат, воспитывает дочь.